# Cameron Brown
Pour les articles homonymes, voir Brown.
Cameron Brown, né le 20 juin 1972 à Auckland, est un triathlète professionnel néo-zélandais, multiple vainqueur sur Ironman et Ironman 70.3.

## Biographie

### Jeunesse
Cameron Brown fait ses études à Pakuranga College à Auckland. En 1987, il participe à son premier triathlon à Devonport en Australie et connait son premier succès international en 1992 au Canada, où il termine deuxième du championnat du monde dans la catégorie junior. Il remporte avec Paul Amey et Bryan Rhodesle le titre mondial au classement par équipe dans cette même catégorie. Il commence à concourir dans la catégorie élite en 1993.

### Carrière en triathlon
En 2001 et en 2005, il est vice-champion du monde d'Ironman à Kona, après avoir pris par deux fois la troisième place. Il est déclaré « Sportif de l'année » néo-zélandais en 2001. En 2006, il ajoute à son palmarès une victoire sur l'Ironman Allemagne à Francfort. En juin 2014, tout juste deux semaines avant son 42e anniversaire, il remporte l'Ironman de Cairns en Australie en établissant un double record, celui du temps le plus rapide sur cette compétition en 8 h 20 min 14 s et celui du triathlète le plus âgé ayant remporté une compétition Ironman.
En 2015 et à près de 43 ans, il bat son record d'ancienneté sur compétition Ironman et de victoire lors de l'Ironman Taupo, dans son pays natal.  Il renouvelle cette performance en 2016, à 43 ans et 8 mois en améliorant son temps de plusieurs minutes. Il devient le triathlète le plus âgé à remporter une victoire sur Ironman. Cette 12e victoire de sa carrière sur cette course établit un nouveau record.
Entre 1999 et 2016 et sur 18 éditions de l'Ironman Nouvelle-Zélande sur le site de Taupo, il monte 18 fois sur le podium. 12 fois à la première place, quatre à la seconde et deux fois sur la troisième. Il est à 43 ans le triathlète le plus âgé à remporter une compétition du circuit Ironman,.

## Palmarès
Le tableau présente les résultats les plus significatifs (podium) obtenus sur le circuit international de triathlon depuis 2001.
| Année | Compétition                                  | Pays             | Position           | Temps           |
| ----- | -------------------------------------------- | ---------------- | ------------------ | --------------- |
| 2017  | Ironman Taupo                                | Nouvelle-Zélande | Médaille d'argent  | 8 h 24 min 32 s |
| 2016  | Ironman Taupo                                | Nouvelle-Zélande | Médaille d'or      | 8 h 7 min 58 s  |
| 2015  | Ironman Taupo                                | Nouvelle-Zélande | Médaille d'or      | 8 h 22 min 13 s |
| 2014  | Ironman 70.3 Taiwan                          | Taïwan           | Médaille d'or      | 4 h 5 min 44 s  |
| 2014  | Ironman Caims                                | Australie        | Médaille d'or      | 8 h 20 min 14 s |
| 2011  | Ironman 70.3 Korea                           | Corée du Sud     | Médaille d'or      | Timing          |
| 2011  | Ironman Taupo                                | Nouvelle-Zélande | Médaille d'or      | 8 h 31 min 7 s  |
| 2010  | Ironman 70.3 Tokoname                        | Japon            | Médaille d'or      | 4 h 12 min 0 s  |
| 2010  | Ironman Taupo                                | Nouvelle-Zélande | Médaille d'or      | 8 h 21 min 52 s |
| 2009  | Ironman Taupo                                | Nouvelle-Zélande | Médaille d'or      | 8 h 18 min 5 s  |
| 2008  | Ironman Taupo                                | Nouvelle-Zélande | Médaille d'or      | 8 h 24 min 49 s |
| 2007  | Ironman Taupo                                | Nouvelle-Zélande | Médaille d'or      | 8 h 26 min 33 s |
| 2006  | Ironman Allemagne                            | Allemagne        | Médaille d'or      | 8 h 13 min 39 s |
| 2005  | Ironman - Championnat du monde à Kailua-Kona | États-Unis       | Médaille d'argent  | 8 h 19 min 36 s |
| 2005  | Ironman Taupo                                | Nouvelle-Zélande | Médaille d'or      | 8 h 20 min 14 s |
| 2004  | Ironman Taupo                                | Nouvelle-Zélande | Médaille d'or      | 8 h 30 min 30 s |
| 2003  | Ironman - Championnat du monde à Kailua-Kona | États-Unis       | Médaille de bronze | 8 h 30 min 8 s  |
| 2003  | Ironman Taupo                                | Nouvelle-Zélande | Médaille d'or      | 8 h 22 min 5 s  |
| 2002  | Ironman - Championnat du monde à Kailua-Kona | États-Unis       | Médaille de bronze | 8 h 35 min 34 s |
| 2002  | Ironman Taupo                                | Nouvelle-Zélande | Médaille d'or      | 8 h 32 min 54 s |
| 2002  | Challenge Roth                               | Allemagne        | Médaille d'argent  | 8 h 21 min 29 s |
| 2001  | Ironman - Championnat du monde à Kailua-Kona | États-Unis       | Médaille d'argent  | 8 h 46 min 10 s |
| 2001  | Ironman Taupo                                | Nouvelle-Zélande | Médaille d'or      | Timing          |
| 2000  | Ironman USA                                  | États-Unis       | Médaille de bronze |                 |
| 1999  | Ironman USA                                  | États-Unis       | Médaille de bronze |                 |